# کلابو
کلابو (به لاتین: Klæbu) یک منطقهٔ مسکونی در نروژ است که در سور تروندلاگ واقع شده‌است. کلابو ۱۸۶٫۳۶ کیلومتر مربع مساحت و ۶٬۰۹۴ نفر جمعیت دارد.